# Дэй, Кристин
Кристин Дэй (англ. Christine Day; род. 23 августа 1986, Сент-Мэри, Мидлсекс, Ямайка) — ямайская легкоатлетка, специализирующаяся в беге на 400 метров. Двукратный призёр Олимпийских игр в эстафете 4×400 метров (2012 — бронза, 2016 — серебро). Чемпионка мира 2015 года в эстафете 4×400 метров. Чемпионка Игр Содружества.

## Биография
Впервые выступила за сборную Ямайки на крупном турнире в 2009 году, когда дошла до полуфинала чемпионата мира в беге на 400 метров.
Участвовала в Олимпийских играх 2012 года в Лондоне. В личном полуфинале ей не хватило 0,2 секунды для попадания в восьмёрку сильнейших. В эстафете 4×400 метров Кристин бежала первый этап и помогла сборной Ямайки завоевать бронзовые медали.
Первым большим индивидуальным достижением Дэй стала бронза Игр Содружества 2014 года в беге на 400 метров. Она уступила только соотечественницам Стефени Энн Макферсон и Новлен Уильямс-Миллс. В эстафете они стали чемпионками с новым рекордом соревнований (3.23,82).
В 2015 году завоевала титул чемпионки мира — ямайская эстафетная четвёрка одержала редкую победу над соперницами из США. Кристин приняла участие в этом противостоянии на первом этапе. Личный вид также сложился для Дэй успешно: она стала четвёртой, установив личный рекорд в финале, 50,14. Несмотря на отличное выступление, по итогам сезона она после многолетнего сотрудничества покинула клуб MVP из-за разногласий с тренером Стивеном Фрэнсисом. К следующему году Кристин начала готовиться под руководством Берта Кэмерона.
Заняла второе место на чемпионате Ямайки 2016 года с высоким результатом 50,29. На Олимпийских играх остановилась на стадии полуфинала в беге на 400 метров. В эстафете помогла выйти команде в финал, за которым наблюдала в качестве запасной. Ямайка выиграла серебро, которое по регламенту получила и Дэй.
Младшая сестра Кристин, Джоник Дэй, также выступает в беге на 400 метров.

## Основные результаты
| Год  | Турнир                      | Место проведения          | Дисциплина       | Место      | Результат |
| ---- | --------------------------- | ------------------------- | ---------------- | ---------- | --------- |
| 2009 | Чемпионат мира              | Берлин, Германия          | 400 м            | 23-е (1/2) | 53,46     |
| 2012 | Олимпийские игры            | Лондон, Великобритания    | 400 м            | 10-е (1/2) | 51,19     |
| 2012 | Олимпийские игры            | Лондон, Великобритания    | эстафета 4×400 м | 3-е        | 3.20,95   |
| 2013 | Чемпионат мира              | Москва, Россия            | эстафета 4×400 м | —          | DQ        |
| 2014 | Чемпионат мира по эстафетам | Нассау, Багамские Острова | эстафета 4×400 м | 2-е (заб.) | 3.24,95   |
| 2014 | Игры Содружества            | Глазго, Великобритания    | 400 м            | 3-е        | 51,09     |
| 2014 | Игры Содружества            | Глазго, Великобритания    | эстафета 4×400 м | 1-е        | 3.23,82   |
| 2014 | Континентальный кубок       | Марракеш, Марокко         | эстафета 4×400 м | 1-е        | 3.20,93   |
| 2015 | Чемпионат мира по эстафетам | Нассау, Багамские Острова | эстафета 4×400 м | 2-е        | 3.22,49   |
| 2015 | Чемпионат мира              | Пекин, Китай              | 400 м            | 4-е        | 50,14     |
| 2015 | Чемпионат мира              | Пекин, Китай              | эстафета 4×400 м | 1-е        | 3.19,13   |
| 2016 | Олимпийские игры            | Рио-де-Жанейро, Бразилия  | 400 м            | 15-е (1/2) | 51,53     |
| 2016 | Олимпийские игры            | Рио-де-Жанейро, Бразилия  | эстафета 4×400 м | 2-е (заб.) | 3.22,38   |